# Длинная мышца, отводящая большой палец кисти
Длинная мышца, отводящая большой палец кисти (лат. Musculus abductor pollicis longus) — мышца предплечья задней группы.
Мышца имеет уплощённое двуперистое брюшко, которое переходит в тонкое длинное сухожилие. Залегает в дистальной половине дорсолатеральной поверхности предплечья. Начальная часть мышцы прикрыта коротким лучевым разгибателем запястья и разгибателем пальцев, а нижняя располагается под фасцией предплечья и кожей.
Мышца начинается от задней поверхности лучевой и локтевой костей и от межкостной перегородки предплечья, направляясь косо вниз, огибает своим сухожилием лучевую кость и, пройдя под удерживателем разгибателей, прикрепляется к основанию I пястной кости.

## Функция
Отводит большой палец и кисть.

## Иннервация
Иннервируется лучевым нервом (лат. nervus radialis).